# Le Temps meurtrier
Pour l’article homonyme, voir Le Temps meurtrier (téléfilm).
Le Temps meurtrier (titre original : Immortality, Inc) est un roman de science-fiction de Robert Sheckley publié en 1959.

## Thème
Le roman raconte un processus fictif par lequel la conscience d'un homme peut être transférée dans le cerveau d'un cadavre.

## Distinction
Sa publication en magazine sous le titre Time Killer dans Galaxy Science Fiction lui a permis d'être nommé pour le prix Hugo du meilleur roman 1959.

## Adaptation cinématographique
Le film Freejack s'inspire du roman.